# 6 Horas de Spa-Francorchamps 2013
Las 6 Horas de Spa-Francorchamps 2013, formalmente conocido como el WEC 6 Heures de Spa-Francorchamps, fue un evento de carreras de deportes de resistencia celebrado en el Circuito de Spa-Francorchamps, Spa, Bélgica, del 3 al 4 de mayo de 2013. Spa- Francorchamps fue la segunda carrera de la Temporada 2013 del Campeonato Mundial de Resistencia.
Los campeones del mundo André Lotterer, Benoît Tréluyer y Marcel Fässler lideraron el 1-2-3 de Audi, mientras que el Pecom Racing ganó  en la categoría LMP2. El No. 51 de AF Corse ganó la clase LMGTE Pro, y 8 Star Motorsports ganó en LMGTE Am.

## Clasificación
Los ganadores de las poles en cada clase están marcados en negrita.
| Pos | Clase     | Equipo                         | Tiempo       | Grilla |
| --- | --------- | ------------------------------ | ------------ | ------ |
| 1   | LMP1      | No.1 Audi Sport Team Joest     | 1:59.961     | 1      |
| 2   | LMP1      | No.3 Audi Sport Team Joest     | 2:00.236     | 2      |
| 3   | LMP1      | No.2 Audi Sport Team Joest     | 2:00.610     | 3      |
| 4   | LMP1      | No.7 Toyota Racing             | 2:00.947     | 4      |
| 5   | LMP1      | No.8 Toyota Racing             | 2:01.203     | 5      |
| 6   | LMP1      | No.12 Rebellion Racing         | 2:01.482     | 6      |
| 7   | LMP1      | No.13 Rebellion Racing         | 2:03.278     | 7      |
| 8   | LMP1      | No.21 Strakka Racing           | 2:03.688     | 8      |
| 9   | LMP2      | No.49 Pecom Racing             | 2:08.540     | 9      |
| 10  | LMP2      | No.38 Jota                     | 2:08.762     | 10     |
| 11  | LMP2      | No.24 OAK Racing               | 2:08.932     | 11     |
| 12  | LMP2      | No.35 OAK Racing               | 2:09.606     | 12     |
| 13  | LMP2      | No.25 Delta-ADR                | 2:09.732     | 13     |
| 14  | LMP2      | No.26 G-Drive Racing           | 2:09.892     | 14     |
| 15  | LMP2      | No.31 Lotus                    | 2:10.361     | 15     |
| 16  | LMP2      | No.32 Lotus                    | 2:12.753     | 16     |
| 17  | LMP2      | No.45 OAK Racing               | 2:13.518     | 17     |
| 18  | LMGTE Pro | No.98 Aston Martin Racing      | 2:19.811     | 18     |
| 19  | LMGTE Pro | No.51 AF Corse                 | 2:19.853     | 19     |
| 20  | LMGTE Pro | No.71 AF Corse                 | 2:20.089     | 20     |
| 21  | LMGTE Pro | No.97 Aston Martin Racing      | 2:20.107     | 21     |
| 22  | LMGTE Pro | No.99 Aston Martin Racing      | 2:20.241     | 22     |
| 23  | LMGTE Pro | No.91 Porsche AG Team Manthey  | 2:20.243     | 23     |
| 24  | LMGTE Pro | No.92 Porsche AG Team Manthey  | 2:20.860     | 24     |
| 25  | LMGTE Am  | No.95 Aston Martin Racing      | 2:21.265     | 25     |
| 26  | LMGTE Am  | No.81 8 Star Motorsports       | 2:21.295     | 26     |
| 27  | LMGTE Am  | No.96 Aston Martin Racing      | 2:21.549     | 27     |
| 28  | LMGTE Am  | No.50 Larbre Compétition       | 2:21.745     | 28     |
| 29  | LMGTE Am  | No.88 Proton Competition       | 2:22.690     | 29     |
| 30  | LMGTE Am  | No.61 AF Corse                 | 2:22.825     | 30     |
| 31  | LMGTE Am  | No.76 IMSA Performance Matmut  | 2:23.421     | 31     |
| 32  | LMGTE Am  | No.57 Krohn Racing             | 2:25.564     | 32     |
| 33  | LMGTE Am  | No.54 AF Corse                 | 2:27.888     | 33     |
| –   | LMP2      | No. 41 Greaves Motorsport      | Sin Tiempo   | –      |
| –   | LMP2      | No. 28 Gulf Racing Middle East | No participó | 34     |

## Carrera
Resultados por clase
| Pos. general | Pos. clase | Clase     | N.° | Escudería               | Pilotos                                             | Automóvil                 | Vueltas | Tiempo/Retirado | Campeonato | Campeonato |
| Pos. general | Pos. clase | Clase     | N.° | Escudería               | Pilotos                                             | Automóvil                 | Vueltas | Tiempo/Retirado | Pos.       | Puntos     |
| LMP          | LMP        | LMP       | LMP | LMP                     | LMP                                                 | LMP                       | LMP     | LMP             | LMP        | LMP        |
| ------------ | ---------- | --------- | --- | ----------------------- | --------------------------------------------------- | ------------------------- | ------- | --------------- | ---------- | ---------- |
| 1            | 1          | LMP1      | 1   | Audi Sport Team Joest   | André Lotterer Benoît Tréluyer Marcel Fässler       | Audi R18 e-tron quattro   | 168     | 6:00:55.971     | 1          | 25         |
| 2            | 2          | LMP1      | 2   | Audi Sport Team Joest   | Tom Kristensen Loïc Duval Allan McNish              | Audi R18 e-tron quattro   | 168     | +1:05.815       | 2          | 18         |
| 3            | 3          | LMP1      | 3   | Audi Sport Team Joest   | Lucas Di Grassi Marc Gené Oliver Jarvis             | Audi R18 e-tron quattro   | 168     | +1:54.992       | 3          | 15         |
| 4            | 4          | LMP1      | 8   | Toyota Racing           | Anthony Davidson Sébastien Buemi Stéphane Sarrazin  | Toyota TS030 Hybrid       | 167     | +1 vuelta       | 4          | 12         |
| 5            | 5          | LMP1      | 12  | Rebellion Racing        | Nicolas Prost Neel Jani Nick Heidfeld               | Lola B12/60 Coupé-Toyota  | 165     | +3 vueltas      | 5          | 10         |
| 6            | 6          | LMP1      | 13  | Rebellion Racing        | Andrea Belicchi Mathias Beche Congfu Cheng          | Lola B12/60 Coupé-Toyota  | 165     | +3 vueltas      | 6          | 8          |
| 7            | 7          | LMP1      | 21  | Strakka Racing          | Nick Leventis Danny Watts Jonny Kane                | HPD ARX-03c-Honda         | 161     | +7 vueltas      | 7          | 6          |
| 8            | 1          | LMP2      | 49  | PeCom Racing            | Luis Pérez Companc Nicolas Minassian Pierre Kaffer  | Oreca 03-Nissan           | 157     | +11 vueltas     | 8          | 4          |
| 9            | 2          | LMP2      | 24  | OAK Racing              | Olivier Pla David Heinemeier Hansson Alex Brundle   | Morgan-Nissan             | 157     | +11 vueltas     | 9          | 2          |
| 11           | 4          | LMP2      | 35  | OAK Racing              | Bertrand Baguette Ricardo González Martin Plowman   | Morgan-Nissan             | 156     | +12 vueltas     | 10         | 1          |
| 12           | 5          | LMP2      | 26  | G-Drive Racing          | Roman Rusinov John Martin Mike Conway               | Oreca 03-Nissan           | 152     | +16 vueltas     | 11         | 0.5        |
| 13           | 6          | LMP2      | 45  | OAK Racing              | Jacques Nicolet Jean-Marc Merlin                    | Morgan-Nissan             | 152     | +16 vueltas     | 12         | 0.5        |
| 14           | 7          | LMP2      | 32  | Lotus                   | Thomas Holzer Dominik Kraihamer Jan Charouz         | Lotus T128                | 152     | +16 vueltas     | 13         | 0.5        |
| 24           | 8          | LMP2      | 31  | Lotus                   | Kevin Weeda Vitantonio Liuzzi James Rossiter        | Lotus T128                | 144     | +24 vueltas     | 14         | 0.5        |
| 29           | 9          | LMP2      | 28  | Gulf Racing Middle East | Frédéric Fatien Fabien Giroix Keiko Ihara           | Lola B12/80 Coupé-Nissan  | 140     | +28 vueltas     | 15         | 0.5        |
| Ret          | Ret        | LMP1      | 7   | Toyota Racing           | Alexander Wurz Nicolas Lapierre Kazuki Nakajima     | Toyota TS030 Hybrid       | 99      | Retirado        | Ret        | Ret        |
| Ret          | Ret        | LMP2      | 25  | Delta-ADR               | Tor Graves Antônio Pizzonia James Walker            | Oreca 03-Nissan           | 25      | Retirado        | Ret        | Ret        |
| LMP2         |            |           |     |                         |                                                     |                           |         |                 |            |            |
| 8            | 1          | LMP2      | 49  | PeCom Racing            | Luis Pérez Companc Nicolas Minassian Pierre Kaffer  | Oreca 03-Nissan           | 157     | 6:02:10.682     | 1          | 25         |
| 9            | 2          | LMP2      | 24  | OAK Racing              | Olivier Pla David Heinemeier Hansson Alex Brundle   | Morgan-Nissan             | 157     | +12.581         | 2          | 18         |
| 10           | 3          | LMP2      | 38  | Jota                    | Simon Dolan Oliver Turvey Lucas Luhr                | Zytek Z11SN-Nissan        | 157     | +28.571         | —          | —          |
| 11           | 4          | LMP2      | 35  | OAK Racing              | Bertrand Baguette Ricardo González Martin Plowman   | Morgan-Nissan             | 156     | +1 vuelta       | 3          | 15         |
| 12           | 5          | LMP2      | 26  | G-Drive Racing          | Roman Rusinov John Martin Mike Conway               | Oreca 03-Nissan           | 152     | +5 vueltas      | 4          | 12         |
| 13           | 6          | LMP2      | 45  | OAK Racing              | Jacques Nicolet Jean-Marc Merlin                    | Morgan-Nissan             | 152     | +5 vueltas      | 5          | 10         |
| 14           | 7          | LMP2      | 32  | Lotus                   | Thomas Holzer Dominik Kraihamer Jan Charouz         | Lotus T128                | 152     | +5 vueltas      | 6          | 8          |
| 24           | 8          | LMP2      | 31  | Lotus                   | Kevin Weeda Vitantonio Liuzzi James Rossiter        | Lotus T128                | 144     | +13 vueltas     | 7          | 6          |
| 29           | 9          | LMP2      | 28  | Gulf Racing Middle East | Frédéric Fatien Fabien Giroix Keiko Ihara           | Lola B12/80 Coupé-Nissan  | 140     | +17 vueltas     | 8          | 4          |
| Ret          | Ret        | LMP2      | 25  | Delta-ADR               | Tor Graves Antônio Pizzonia James Walker            | Oreca 03-Nissan           | 25      | Retirado        | Ret        | Ret        |
| LMGTE        |            |           |     |                         |                                                     |                           |         |                 |            |            |
| Pos. general | Pos. clase | Clase     | N.° | Escudería               | Pilotos                                             | Automóvil                 | Vueltas | Tiempo/Retirado | Campeonato | Campeonato |
| Pos. general | Pos. clase | Clase     | N.° | Escudería               | Pilotos                                             | Automóvil                 | Vueltas | Tiempo/Retirado | Pos.       | Puntos     |
| 15           | 1          | LMGTE Pro | 51  | AF Corse                | Gianmaria Bruni Giancarlo Fisichella                | Ferrari F458 Italia       | 149     | 6:02:41.632     | 1          | 25         |
| 16           | 2          | LMGTE Pro | 98  | Aston Martin Racing     | Bruno Senna Frédéric Makowiecki Rob Bell            | Aston Martin Vantage V8   | 149     | +9.060          | 2          | 18         |
| 17           | 3          | LMGTE Pro | 71  | AF Corse                | Kamui Kobayashi Toni Vilander                       | Ferrari F458 Italia       | 149     | +10.014         | 3          | 15         |
| 18           | 4          | LMGTE Pro | 97  | Aston Martin Racing     | Darren Turner Stefan Mücke Peter Dumbreck           | Aston Martin Vantage V8   | 148     | +1 vuelta       | 4          | 12         |
| 19           | 5          | LMGTE Pro | 92  | Porsche AG Team Manthey | Marc Lieb Richard Lietz Romain Dumas                | Porsche 911 RSR           | 148     | +1 vuelta       | 5          | 10         |
| 20           | 6          | LMGTE Pro | 99  | Aston Martin Racing     | Paul Dalla Lana Pedro Lamy Richie Stanaway          | Aston Martin Vantage V8   | 147     | +2 vueltas      | 6          | 8          |
| 21           | 1          | LMGTE Am  | 81  | 8 Star Motorsports      | Enzo Potolicchio Rui Águas Matteo Malucelli         | Ferrari F458 Italia       | 147     | +2 vueltas      | 7          | 6          |
| 22           | 2          | LMGTE Am  | 95  | Aston Martin Racing     | Christoffer Nygaard Kristian Poulsen Allan Simonsen | Aston Martin Vantage V8   | 146     | +3 vueltas      | 8          | 4          |
| 23           | 3          | LMGTE Am  | 50  | Larbre Compétition      | Patrick Bornhauser Julien Canal Fernando Rees       | Chevrolet Corvette C6-ZR1 | 145     | +4 vueltas      | 9          | 2          |
| 25           | 4          | LMGTE Am  | 96  | Aston Martin Racing     | Roald Goethe Stuart Hall Jamie Campbell-Walter      | Aston Martin Vantage V8   | 144     | +5 vueltas      | 10         | 1          |
| 26           | 5          | LMGTE Am  | 88  | Proton Competition      | Christian Ried Gianluca Roda Paolo Ruberti          | Porsche 911 GT3 RSR       | 143     | +6 vueltas      | 11         | 0.5        |
| 27           | 6          | LMGTE Am  | 76  | IMSA Performance Matmut | Raymond Narac Jean-Karl Vernay                      | Porsche 911 GT3 RSR       | 143     | +6 vueltas      | 12         | 0.5        |
| 28           | 7          | LMGTE Am  | 57  | Krohn Racing            | Tracy Krohn Niclas Jönsson Maurizio Mediani         | Ferrari F458 Italia       | 142     | +7 vueltas      | 13         | 0.5        |
| 29           | 8          | LMGTE Am  | 54  | AF Corse                | Yannick Mallégol Jean-Marc Bachelier Howard Blank   | Ferrari F458 Italia       | 138     | +11 vueltas     | 14         | 0.5        |
| 30           | 9          | LMGTE Am  | 61  | AF Corse                | Jack Gerber Matt Griffin Marco Cioci                | Ferrari F458 Italia       | 125     | +24 vueltas     | 15         | 0.5        |
| Ret          | Ret        | LMGTE Pro | 91  | Porsche AG Team Manthey | Jörg Bergmeister Patrick Pilet Timo Bernhard        | Porsche 911 RSR           | 123     | Retirado        | Ret        | Ret        |
| LMGTE Am     |            |           |     |                         |                                                     |                           |         |                 |            |            |
| 21           | 1          | LMGTE Am  | 81  | 8 Star Motorsports      | Enzo Potolicchio Rui Águas Matteo Malucelli         | Ferrari F458 Italia       | 147     | 6:03:01.917     | 1          | 25         |
| 22           | 2          | LMGTE Am  | 95  | Aston Martin Racing     | Christoffer Nygaard Kristian Poulsen Allan Simonsen | Aston Martin Vantage V8   | 146     | +1 vuelta       | 2          | 18         |
| 23           | 3          | LMGTE Am  | 50  | Larbre Compétition      | Patrick Bornhauser Julien Canal Fernando Rees       | Chevrolet Corvette C6-ZR1 | 145     | +2 vueltas      | 3          | 15         |
| 25           | 4          | LMGTE Am  | 96  | Aston Martin Racing     | Roald Goethe Stuart Hall Jamie Campbell-Walter      | Aston Martin Vantage V8   | 144     | +3 vueltas      | 4          | 12         |
| 26           | 5          | LMGTE Am  | 88  | Proton Competition      | Christian Ried Gianluca Roda Paolo Ruberti          | Porsche 911 GT3 RSR       | 143     | +4 vueltas      | 5          | 10         |
| 27           | 6          | LMGTE Am  | 76  | IMSA Performance Matmut | Raymond Narac Jean-Karl Vernay                      | Porsche 911 GT3 RSR       | 143     | +4 vueltas      | 6          | 8          |
| 28           | 7          | LMGTE Am  | 57  | Krohn Racing            | Tracy Krohn Niclas Jönsson Maurizio Mediani         | Ferrari F458 Italia       | 142     | +5 vueltas      | 7          | 6          |
| 29           | 8          | LMGTE Am  | 54  | AF Corse                | Yannick Mallégol Jean-Marc Bachelier Howard Blank   | Ferrari F458 Italia       | 138     | +9 vueltas      | 8          | 4          |
| 30           | 9          | LMGTE Am  | 61  | AF Corse                | Jack Gerber Matt Griffin Marco Cioci                | Ferrari F458 Italia       | 125     | +22 vueltas     | 9          | 2          |

Fuentes: FIA WEC.